# Gerda Salomon-Sörensen
Gerda Salomon-Sörensen, född Iversen 16 maj 1891 i Köpenhamn, död 6 februari 1920 i Helsingborg, var en dansk-svensk målare.
Hon var dotter till direktören C. A. Iversen och F. Reé och från 1919 gift med stadsarkitekten i Höganäs Arnold Salomon-Sörensen. Hon utexaminerades från Det Kongelige Danske Kunstakademi 1917 och medverkade i Kunstnernes Efteraarsudstilling 1918 och Foraarsudstilling på Charlottenborg 1918–1919. Hennes konst består av stilleben och landskap utförda i olja eller akvarell.